# Gioco delle fossette
Il gioco delle fossette è un gioco praticato nell'antica Roma, nel quale venivano utilizzate delle palline o biglie su un campo da gioco costituito da alcune fossette.

## Campo da gioco e svolgimento
Sono stati rinvenuti diversi tipi di tabulae lusoriae per questo gioco. Queste tabulae presentano a volte otto buchette disposte in fila una di cinque e l'altra di tre, in altri casi arrivano ad averne anche dodici. Il campo da gioco spesso era scolpito sul marmo della pavimentazione dei mercati e in altri luoghi pubblici. 
Non conoscendo lo svolgimento del gioco s'ipotizza che questo possa essere simile al gioco del mulino (anche chiamato filetto). Il giocatore tentava d'ostacolare l'avversario cercando di mettere in fila le proprie palline nelle fossette.